# Pseudoazya trinitatis
Pseudoazya trinitatis is een keversoort uit de familie lieveheersbeestjes (Coccinellidae). De wetenschappelijke naam van de soort is voor het eerst geldig gepubliceerd in 1912 door Marshall.